# Людвіг фон Айманнсбергер
Людвіг Альфред фон Айманнсбергер (нім. Ludwig Alfred von Eimannsberger; 19 листопада 1878 р. Відень — 31 липня 1945, Інсбрук) — генерал артилерії, генеральний інспектор Збройних сил Австрії (1929—1930). Військовий діяч Австро-Угорщини, Австрійської республіки та Третього Рейху. Теоретик в галузі бронетанкових військ та міжвійськової бойової взаємодії.

## Біографія
Людвіг фон Айманнсбергер народився 19 листопада 1878 р. у Відні, в шляхетній австрійській родині з великими військовими традиціями. У 1899 р. закінчив Військово-технічну академію й розпочав службу в 11-му Ц. і У. полку польової артилерії в Будапешті. У 1905 р. закінчив військову школу у Відні й отримав звання гауптмана. У 1906—1908 роках, як артилерійський офіцер перебуває на штабній роботі в XV-му армійському корпусі та фортеці Перемишль. Пізніше командував 4-ю батареєю в 30-му полку польової артилерії.
Під час Великої війни перебував на різних керівних посадах, пов'язаних з артилерією, в низці армійських підрозділів. За 1914—1918 рр. з гауптмана дослужився до оберстлейтенанта.
У 1918 р. продовжив службу в Збройних силах Австрійської республіки. Служив інструктором у Віденській офіцерській школі. У 1921—1922 рр. очолював відділ збройних технологій у військовому міністерстві. У 1926—1927 рр. інспектор артилерії збройних сил. З 1929 до 1930 р. військовий інспектор збройних сил республіки. З 1930 р. у відставці.
Після подій 1938 р. йде на військову службу до Вермахту, де підтверджується його звання генерала артилерії. З травня по липень 1940 р. вищий артилерійський офіцер при штабі командування «Схід». У 1943 р. пішов у відставку. Помер 31-го липня 1945 р. в Інсбруці.

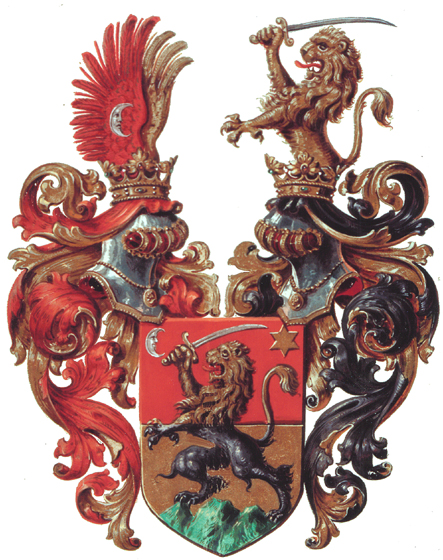
Лицарський герб Айманнсбергерів.
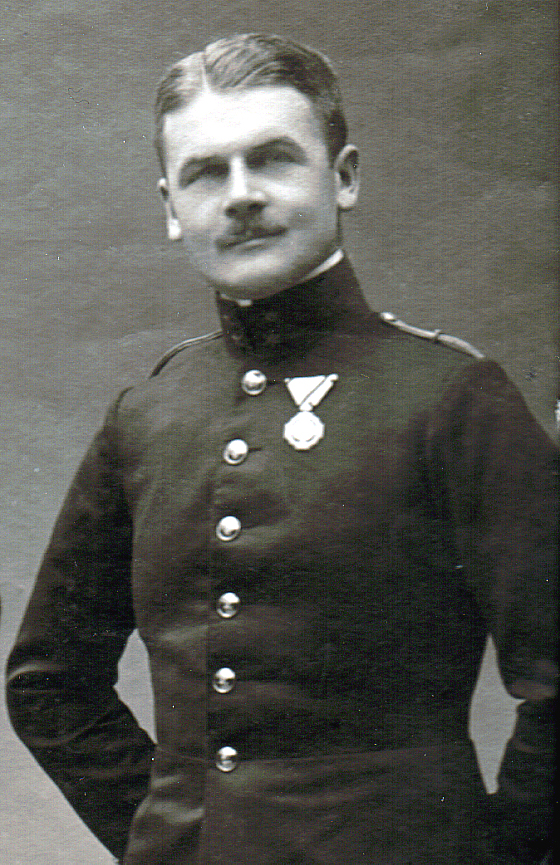
Айманнсбергер в австро-угорському однострої.
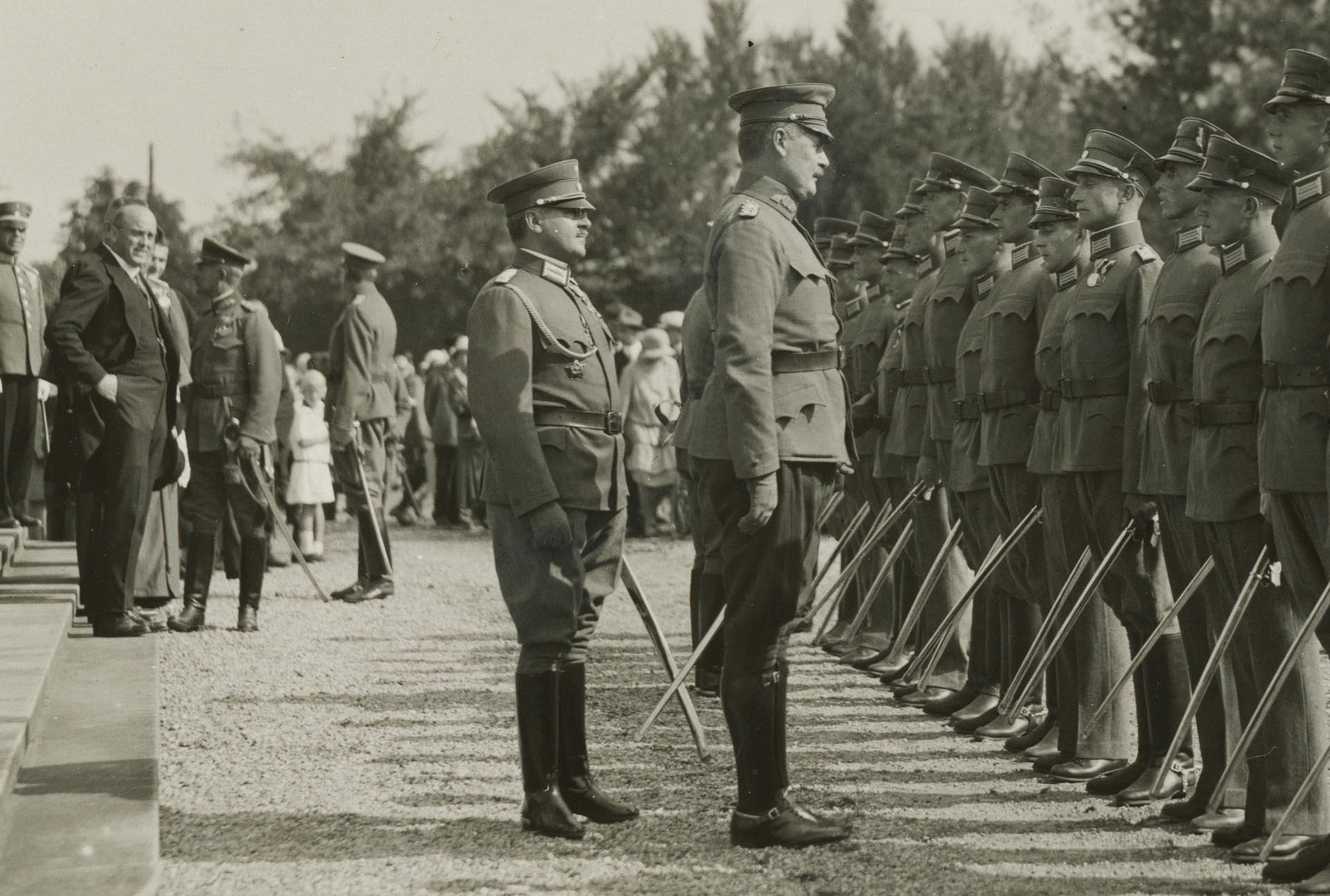
Генерал фон Айманнсбергер оглядає офіцерів-випускників, 1929 р.
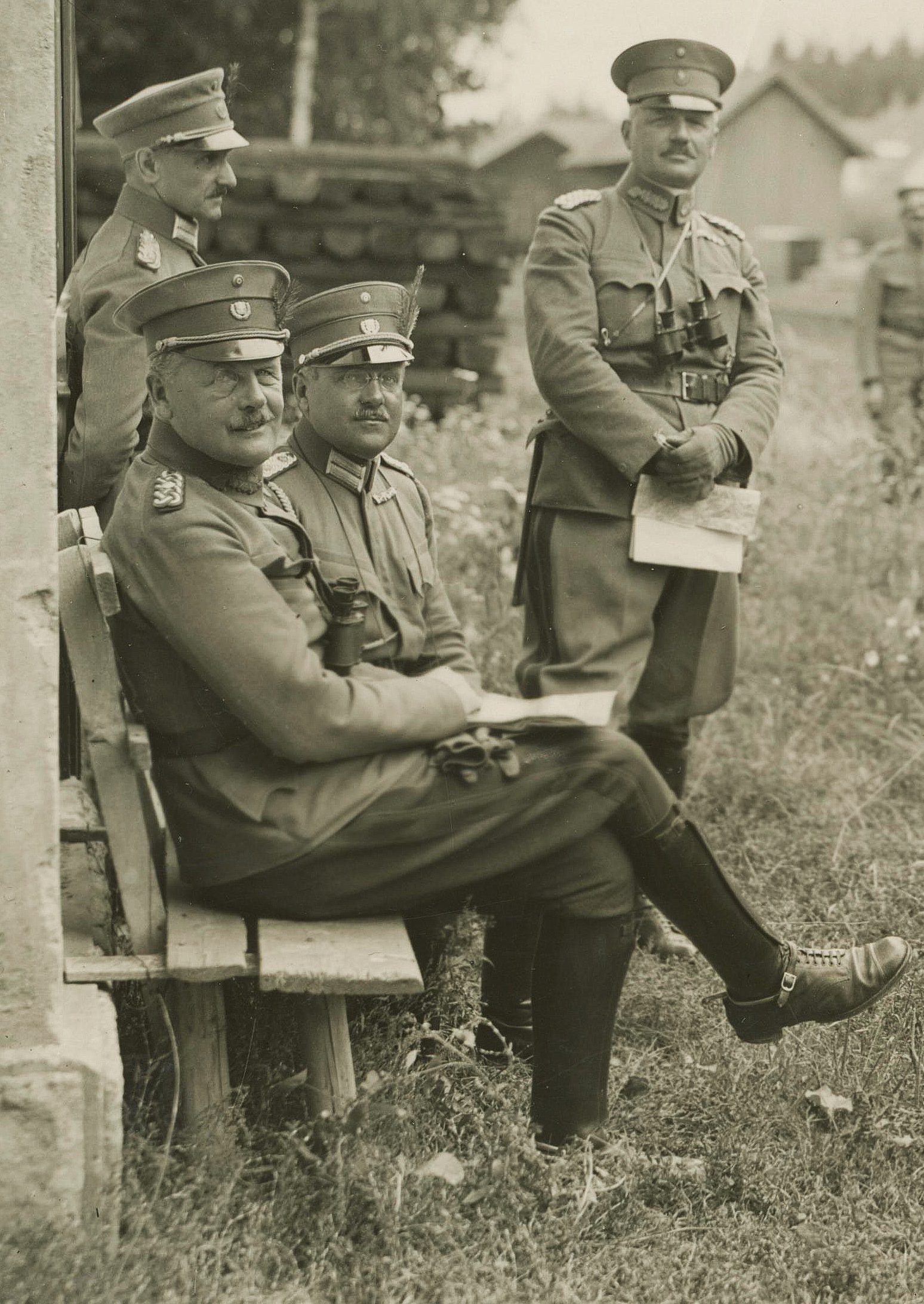
Генерал  фон Айманнсбергер на маневрах.

## Праці з військової теорії
В 1930-х починає активно займатись військовою теорією. Сфера зацікавлень — застосування танкових та механізованих підрозділів у сучасній війні (на досвіді Першої світової війни). У 1934 р. випускає книгу «Танкова війна», яка з часом перекладається багатьма мовами.

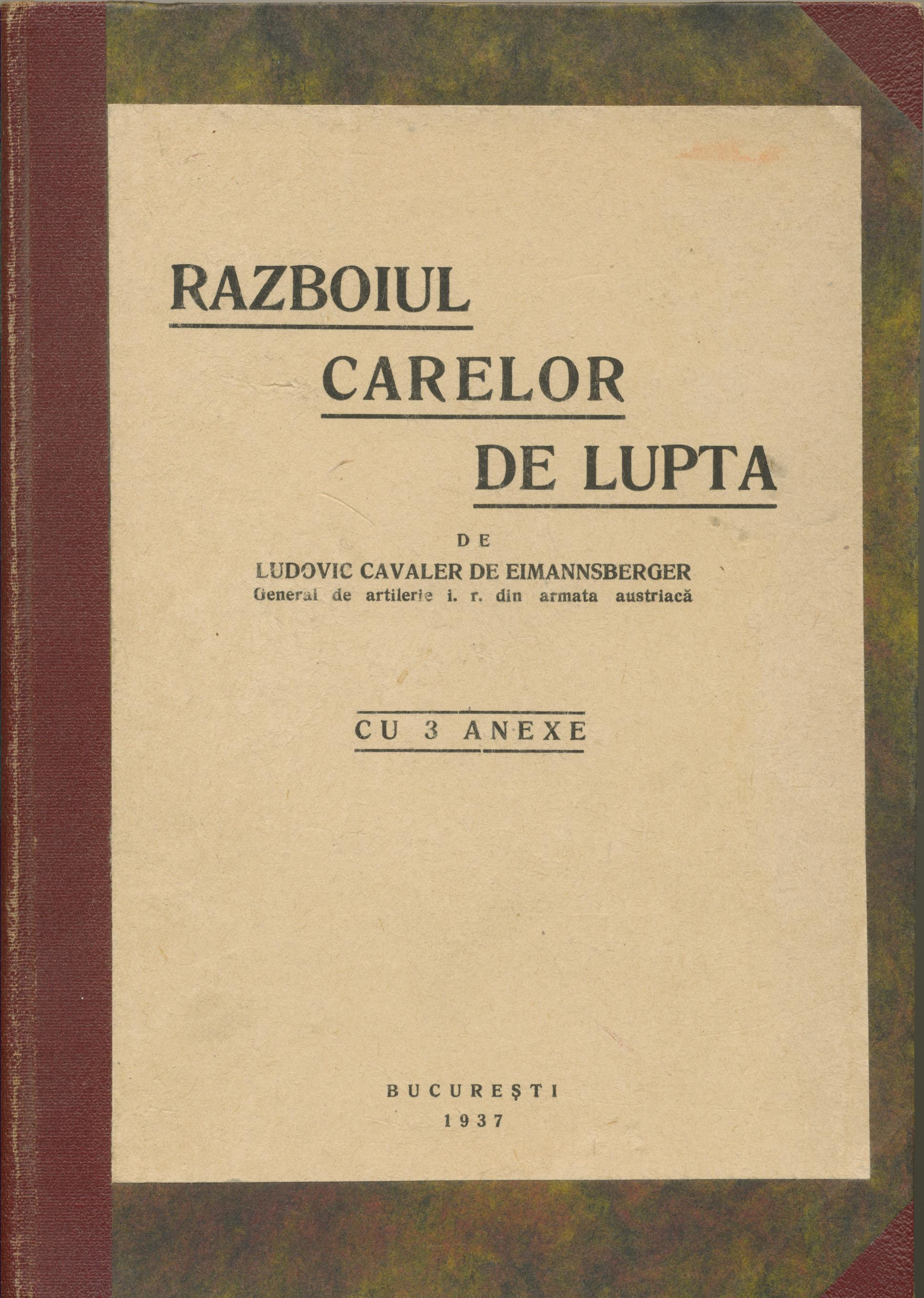
Обкладинка румунськомовного видання «Танкової війни», Бухарест, 1937 р.

## Нагороди
- Військовий ювілейний хрест (1908)

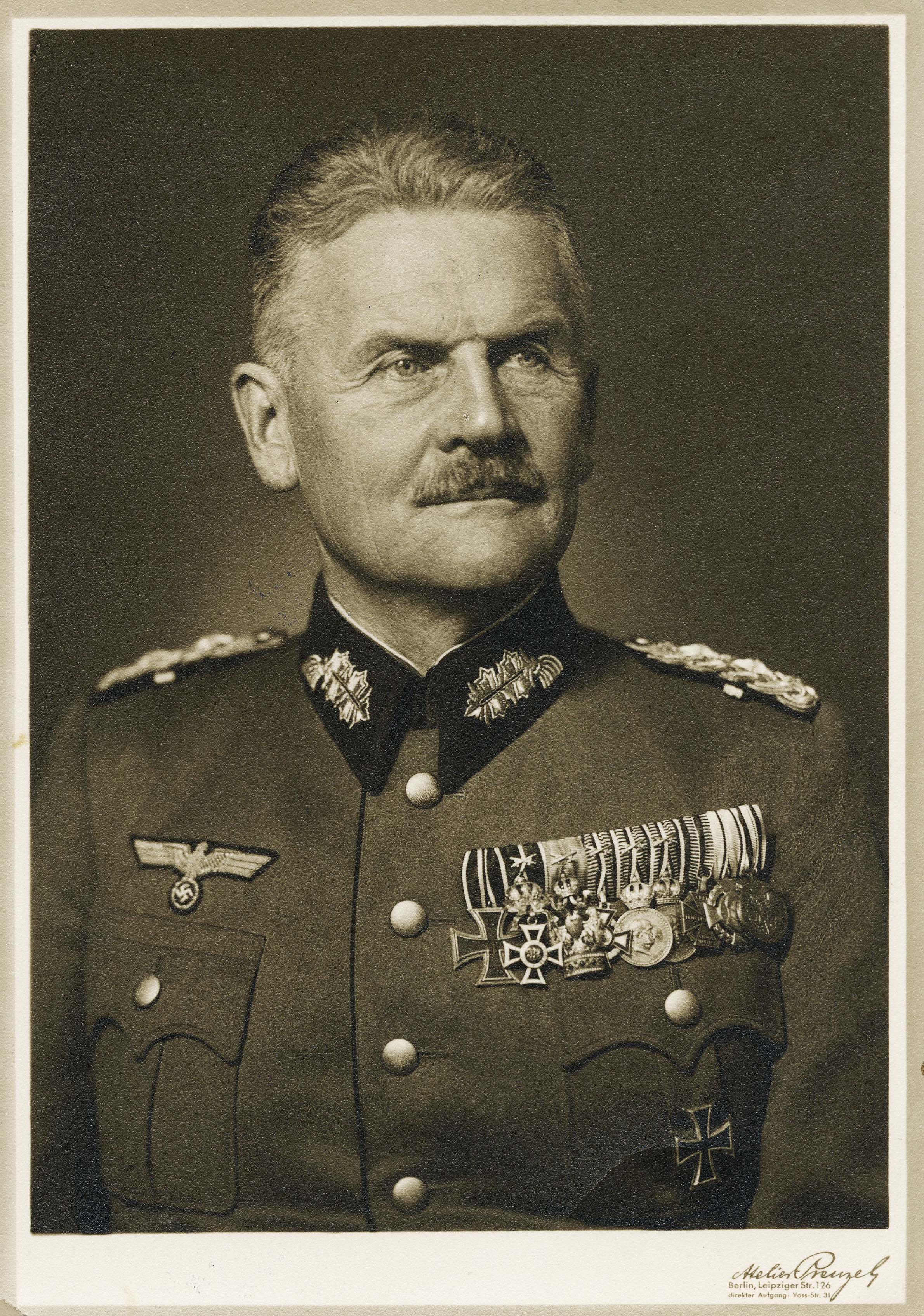
Генерал артилерії вермахту Айманнсбергер.

- Бронзова і срібна медаль «За військові заслуги» (Австро-Угорщина) з мечами
- Хрест «За військові заслуги» (Австро-Угорщина) 3-го класу з військовою відзнакою і мечами
- Орден Леопольда (Австрія), лицарський хрест з військовою відзнакою і мечами
- Військовий Хрест Карла
- Залізний хрест 2-го і 1-го класу (Німецька імперія)
- Пам'ятна військова медаль (Австрія) з мечами
- Хрест «За вислугу років» (Австрія) 2-го класу для офіцерів (25 років)
- Почесний хрест ветерана війни з мечами (Третій Рейх)